# 拟阵
拟阵是组合数学中的一个结构，是对向量空间中线性独立这一概念的概括与归纳。拟阵有许多等价的定义，其中最主要的几个定义分别是基于独立集、基底、环路、闭集、平坦、闭包算子和秩函数。
拟阵理论从线性代数和图论中借用了大量术语，主要是因为它是对这些领域中很多重要的核心概念的概括。拟阵理论在几何、拓扑学、组合优化、网络理论和编码理论中都有应用。

## 定义
拟阵有很多等价的定义方式。

### 独立集
就独立集来说, 一个有限的拟阵 {\displaystyle M} 是一个二元组 {\displaystyle (E,{\mathcal {I}})}, 其中 {\displaystyle E} 是一个 有限集 (称之为 基础集) ，{\displaystyle {\mathcal {I}}} 是一个由{\displaystyle E}的子集构成的 集族 (称之为 独立集) 它需要满足下面的条件:
1. 空集 是独立的, 也就是说, {\displaystyle \emptyset \in {\mathcal {I}}}. 换个说法就是, 至少有一个 {\displaystyle E}的子集是独立的, 即：{\displaystyle {\mathcal {I}}\neq \emptyset }.
2. 每个独立集的子集是独立的, 即： 对于每个子集 {\displaystyle A'\subset A\subset E}, 如果 {\displaystyle A\in {\mathcal {I}}} 则 {\displaystyle A'\in {\mathcal {I}}}.  有时我们称之为 遗传特性.
3. 如果 {\displaystyle A} 和 {\displaystyle B} 是 {\displaystyle {\mathcal {I}}} 的两个独立子集,{\displaystyle A} 比{\displaystyle B}有更多的元素, 则在{\displaystyle A}中存在一个元素，当其加入 {\displaystyle B}时得到一个比{\displaystyle B}更大独立子集. 有时我们称之为 扩充特性 或者叫 独立集交换特性.

头两个特性定义了一个公认的组合结构，叫做独立系统。

### 基
对于有限拟阵 {\displaystyle M}，若其基础集{\displaystyle E}的子集{\displaystyle B}是一个极大的独立集（即添加任何一个新的元素得到的子集都不是独立集），则将{\displaystyle B}称为一个基底（英文：basis）。拟阵的一种等价定义为二元组{\displaystyle (E,{\mathcal {B}})}，其中{\displaystyle E} 是一个有限集，{\displaystyle {\mathcal {B}}} 是一个由基底构成的{\displaystyle E}的子集族，称为{\displaystyle M}的基，满足以下条件:
1. {\displaystyle {\mathcal {B}}\neq \emptyset };（即至少存在一个基底）
2. 对于{\displaystyle {\mathcal {B}}}中不同的集合{\displaystyle A,B}以及任一元素{\displaystyle a\in A-B}，存在元素{\displaystyle b\in B-A}使得{\displaystyle A\cup \{b\}-\{a\}\in {\mathcal {B}}}。（该条件被称为交换公理）

可以证明，一个有限拟阵的所有基底的元素个数都相同，这个数被称为拟阵的秩。

### 环路
对于有限拟阵 {\displaystyle M}，若其基础集{\displaystyle E}的子集{\displaystyle C}是一个极小的非独立集（即去掉其中任一元素得到的子集都是独立集），则将{\displaystyle C}称为一个环路（英文：circuit）。拟阵的一种等价定义为二元组{\displaystyle (E,{\mathcal {C}})}，其中{\displaystyle E} 是一个有限集，{\displaystyle {\mathcal {C}}} 是一个由环路构成的{\displaystyle E}的子集族，称为{\displaystyle M}的环路集，满足以下条件:
1. {\displaystyle \emptyset \notin {\mathcal {C}}}；
2. 如果{\displaystyle C_{1},C_{2}\in {\mathcal {C}}}且{\displaystyle C_{1}\subseteq C_{2}}，则{\displaystyle C_{1}=C_{2}}；
3. 对于{\displaystyle {\mathcal {C}}}中不同的集合{\displaystyle C_{1},C_{2}}以及元素{\displaystyle a\in C_{1}\cap C_{2}}，存在{\displaystyle C_{3}\in {\mathcal {C}}}使得{\displaystyle C_{3}\subseteq C_{1}\cup C_{2}-\{a\}}。

可以证明，基础集的一个子集是独立集当且仅当它不包含任一环路作为子集。

### 秩函数
类似线性代数基底的性质，拟阵的基底具有类似的性质：{\displaystyle M}的任意两个基底具有相同的元素个数。这个数字被称为拟阵{\displaystyle M}的秩。